# 훙레이

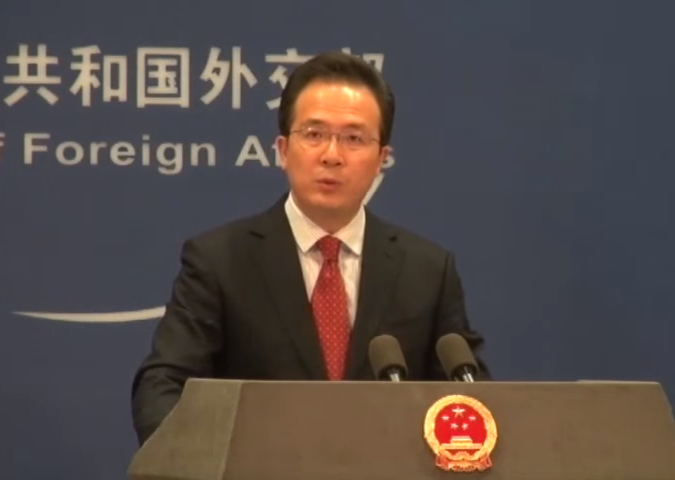
훙레이

훙레이(중국어: 洪磊, 병음: Hóng Leǐ, 1969년 8월 ~ )는 중국의 외교관이다.

## 생애
훙레이는 1969년 8월에 저장성 항저우시 푸양구에서 태어났으며 1991년에 베이징 어언대학을 졸업하고 중화인민공화국 외교부에 취직했다. 1991년부터 중국 외교부 신문국 직원, 수행원으로 근무했고 1992년부터 주네덜란드 중국 대사관에서 수행원, 3등 비서로 근무했다. 1996년부터 중국 외교부에서 신문국 3등 비서, 부처장으로 근무했으며 2000년부터 주샌프란시스코 중국 총영사관에서 2등 비서, 1등 비서로 근무했다.
훙레이는 2004년부터 중국 외교부 신문국 처장으로 근무했으며 2007년부터 중국 외교부 신문국 참사관으로 근무했다. 2010년부터 중국 외교부 신문국 부국장으로 근무했다. 2010년 10월에는 주영국 중국 대사관 공사로 임명된 친강(秦剛)의 뒤를 이어 중국 외교부 대변인으로 임명되었다. 2016년 7월에는 주시카고 중국 총영사로 임명되었고 2018년 9월에는 중국 외교부 예빈국 부국장으로 임명되었다. 2019년 2월에는 중국 외교부 예빈국 국장으로 임명되었다.